# IsoBuster
IsoBuster est un logiciel de Récupération de données créé par l'entreprise belge SmartProjects. Il est capable de récupérer les données brutes à partir d'un média optique ou magnétique, et ce même en cas de corruption du système de fichiers. Il permet d'extraire les fichiers à partir d'une image disque, quel que soit le média sur lequel elle est stockée.